# Ултрасoнографија јетре
Ултрасoнографија јетре или ултразвук јетре (УЈ) је једноставан и безболна радиолошка метода снимања јетре и околног подручја, у циљу скрининга болести јетре. Ултразвук, или сонограм,  унутрашњост тела је снима на монитору апарата или специјалном папиру, настао одбијањем звучних таласа високе фреквенције од органа док  испитивач помера сонду (штапић трансдуктора) по кожи трбуга пацијента.

## Индикације
Ултразвук јетре може помоћи у постављању коначне дијагнозе многих стања јетре, или ако то увек није могуће усмерава у правом смеру (нпр. ка додатним тестовима или биопсији јетре) како би се на основу резултата ултразвука утврдили тачан тип болести јетре.
Стања код којих ултразвук јетре може помоћи у дијагнози укључују:
Хроничне болести јетре
- хепатитис
- стеатоза
- цироза

Лезије јетре
- цисте јетре
- хемангиом јетре
- рак јетре

Васкуларна стања јетре
- исхемија
- Бад-Кјари синдром
- портална хипертензија

Друга стања која утичу на билијарни систем
- асцит
- холециститис
- холедохолитијаза

## Врсте ултразвука јетре
Врсте ултразвука јетре укључују:

#### Стандардни ултразвук јетре
Стандардни ултразвук јетре је модификовани ултразвук трбуха (абдомена), који се понекад назива ултразвуком у горњем десном квадранту трбуха (који укључује јетру, жучну кесу, жучне канале , десни бубрег и део панкреаса). Током сонографије у овом делу трбуха лекар се фокусира углавном на јетру, али често и на друге органе унутар билијарног система који могу бити укључени у преглед.

#### Ултразвук крвних судова јетре
Ултразвук крвних судова јетре посебно се односи на снимање ради провере протока крви кроз крвне судове који пролазе кроз јетру. Ова метода се назива и дуплекс ултразвук јер комбинује стандардне ултразвучне слике јетре са доплер ултразвучним сликама крвних судова и крвотока. 

#### Ултразвучна еластографија
Ултразвучна еластографија, која се назива и соноеластографија, је модерна еволуциона метода сонографског снимања. Технике укључују еластографију смичног таласа (познату и као пролазна еластографија) и еластографију деформације (такође позната као статичка или компресиона еластографија). Ове технике користе звучне таласе за процену механичких својстава ткива као што су крутост и еластичност као одговор на механички притисак на ткиво. Користе се за откривање различитих патологија у ткивима коришћењем разлика њихових наведених механичких својстава.
Ултразвучна еластографија се све више користи као неинвазивна метода за процену степена фиброзе јетре код хроничне болести јетре и њне процене у складу са прогностичком вредношћу.

#### Ултразвук јетре са контрастом
Ултразвук јетре са контрастом даје  јасније слике лезија које су уочене на стандардном ултразвуку. Контраст чини ове лезије лакшим за уочавање и идентификацију. Контрастно средство није боја, већ ситни мехурићи гаса који рефлектују сонографске таласе. Пре снимања лекар убризгава контрастно средство у вену, кроз коју потом крв путује крвотоком све до јетре.